# Erosaria
Erosaria is een geslacht van weekdieren uit de klasse van de Gastropoda (slakken).

## Soorten
- Erosaria acicularis (Gmelin, 1791)
- Erosaria albuginosa (Gray, 1825)
- Erosaria beckii (Gaskoin, 1836)
- Erosaria bellatrix Lorenz, 2009
- Erosaria bernardi (Richard, 1974)
- Erosaria boivinii (Kiener, 1843)
- Erosaria cernica (G. B. Sowerby II, 1870)
- Erosaria citrina (Gray, 1825)
- Erosaria eburnea (Barnes, 1824)
- Erosaria englerti (Summers & Burgess, 1965)
- Erosaria erosa (Linnaeus, 1758)
- Erosaria gangranosa (Dillwyn, 1817)
- Erosaria helvola (Linnaeus, 1758)
- Erosaria labrolineata (Gaskoin, 1849)
- Erosaria lamarckii (J.E. Gray, 1825)
- Erosaria macandrewi (G. B. Sowerby II, 1870)
- Erosaria marginalis (Dillwyn, 1817)
- Erosaria miliaris (Gmelin, 1791)
- Erosaria nebrites (Melvill, 1888)
- Erosaria ocellata (Linnaeus, 1758)
- Erosaria poraria (Linnaeus, 1758)
- Erosaria spurca (Linnaeus, 1758)
- Erosaria thomasi (Crosse, 1865)
- Erosaria turdus (Lamarck, 1810)